# Veenendaal

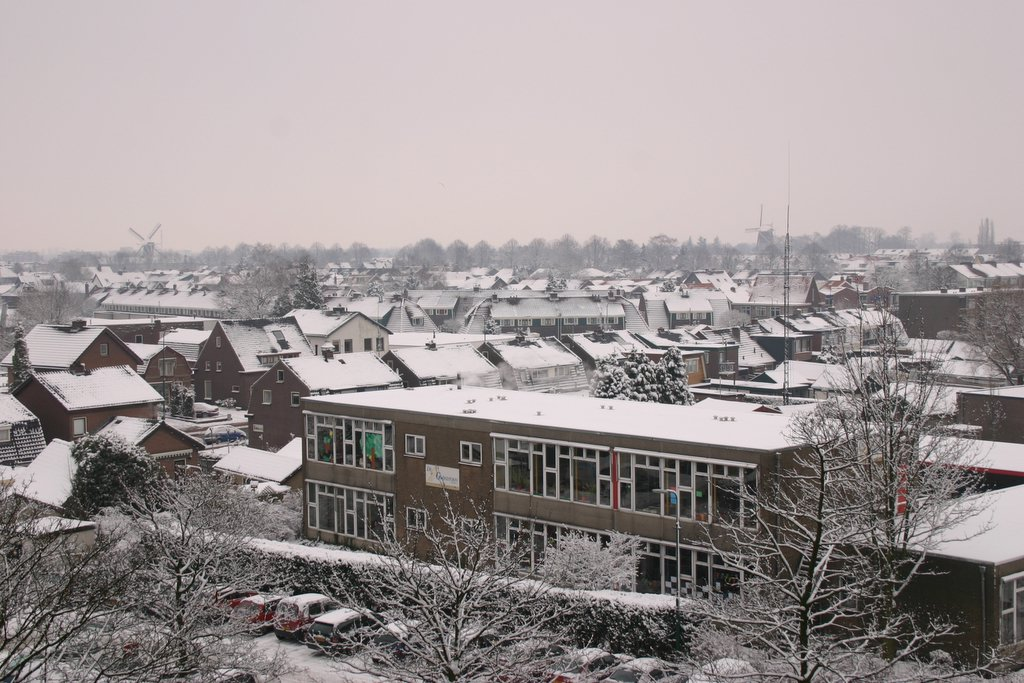
Vinterbild från Veenendaal.

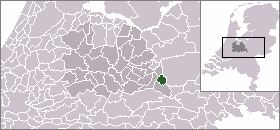
Lägeskarta

Veenendaal är en kommun i provinsen Utrecht i Nederländerna. Kommunens totala area är 19,81 km² (där 0,20 km² är vatten) och invånarantalet är på 61 357 invånare (2005).

## Berömda personligheter
- Yuri Landman (Moodswinger)
- Daryl van Wouw
- Headhunterz
- Wildstylez